# Coueilles
Coueilles – miejscowość i gmina we Francji, w regionie Oksytania, w departamencie Górna Garonna.
Według danych na rok 1990 gminę zamieszkiwało 89 osób, a gęstość zaludnienia wynosiła 14 osób/km² (wśród 3020 gmin regionu Midi-Pireneje Coueilles plasuje się na 974. miejscu pod względem liczby ludności, natomiast pod względem powierzchni na miejscu 1377.).